# Sigma Orionis

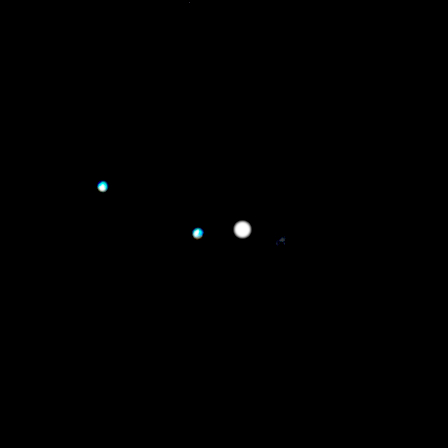
Sigma Orionis

Sigma Orionis (σ Ori / 48 Orionis) es un sistema estelar séxtuple en la constelación de Orión. Su magnitud aparente conjunta es +3,66. Representa el pináculo de un cúmulo —llamado Cúmulo de Sigma Orionis— situado a unos 1150 años luz del sistema solar, que a su vez forma parte de la Asociación estelar Orión OB1.
La componente dominante del sistema es una estrella triple, Sigma Orionis Aa, Ab y B. Sigma Orionis Aa y Ab son dos estrellas de gran masa girando una alrededor de la otra con un período orbital de sólo 143 días. Sigma Orionis AaAb y Sigma Orionis B, de magnitudes +4,2 y +5,1, están separadas 0,25 segundos de arco. Ambas son estrellas azules de la secuencia principal; la más brillante es de tipo espectral O9.5 y 32 000 K de temperatura, mientras que su compañera es de tipo B0.5 y 29 600 K.
Es una de las binarias visuales de mayor masa, con 18 masas solares la estrella más caliente y 13,5 masas solares su compañera.
Separada de Sigma Orionis AaAb por unas 100 UA, el período orbital de Sigma Orionis B es de 157 años.
Las siguientes estrellas en cuanto a brillo son Sigma Orionis D y Sigma Orionis E. Las dos son estrellas de tipo B2V con una masa de 7 masas solares. El brillo de ambas es muy semejante —magnitudes +6,62 y +6,65—, pero Sigma Orionis E se distingue por ser una estrella rica en helio. En su superficie, el helio parece estar concentrado en manchas concretas que implican una combinación del eje de rotación y del eje del campo magnético estelar.
La sexta estrella, Sigma Orionis C, es una estrella blanca de la secuencia principal de tipo A2V. De acuerdo a su separación proyectada —3900 UA— es la más próxima al par AB. Sigma Orionis D y Sigma Orionis E se encuentran, respectivamente, a 4600 UA y 15 000 UA de la binaria AB.